# Xanthia rubago
Xanthia rubago är en fjärilsart som beskrevs av Donovan 1801. Xanthia rubago ingår i släktet Xanthia och familjen nattflyn. Inga underarter finns listade i Catalogue of Life.